# Lestes eurinus
Lestes eurinus är en trollsländeart som beskrevs av Thomas Say 1839. Lestes eurinus ingår i släktet Lestes och familjen glansflicksländor. Inga underarter finns listade i Catalogue of Life.